# کاترین گارسو
کاترین گارسو (انگلیسی: Catherine Garceau؛ زادهٔ ۱ ژوئیهٔ ۱۹۷۸) ورزشکار شنای موزون اهل کانادا است.